# 野瀬氏
野瀬氏（のせし）は、能勢氏とも表記され、先法三家の一つに数えられた越後長岡藩の有力家臣の一族。家紋は丸に釘抜。

## 沿革・出自
能勢氏も槙（真木）氏と同様に、室町・戦国期の牧野氏（古白・保成等）股肱（ここう）の宿老（あるいは寄騎）である。
多田源氏を出自とする能勢氏は元来、三河吉田(今橋)城主牧野氏の寄騎の武将であった。
室町将軍家番衆の摂津・能勢氏が、初代長岡藩主・牧野忠成の高祖父（諸説有り）にあたる牧野古白（成時、田蔵左衛門尉、利成とも）と、連歌などで交流があり、その一族、野瀬丹波守信景が今橋の寄騎に招かれたと伝えられる。牧野古白は、宝飯郡牛窪にあったとされる長山一色城主（豊川市）から、今橋城主（豊橋市）に進出していた。
戦国期以前の野瀬（能勢）氏については、牛久保城、および牛久保六騎も参照。
松平清康に敗れ、今橋城落城の節には、享禄2年(1529年)5月28日に、初代の能勢丹波守討ち死ともいう。『牛窪記』には野瀬氏とあり。その子孫は、牛窪城主牧野家に属して、忠節を尽くしたが、永禄9年（1566年）5月牧野氏が徳川家康と和睦すると、能勢丹波守は家康指示により牧野家の諸士を把握する。同永禄9年（1566年）12月、当時若狭国敦賀城に所在した足利義昭(後の室町15代将軍、将軍家は能勢氏にとっての旧主)に明智光秀の働きによって公方衆として参集した武士たちの中に「能勢丹波守」の名が見える。
能勢惣左衛門の次男能勢七郎右衛門正信は、なお牧野氏家臣団に残っていたが、上州大胡在城時代（1590年 - 1618年）に、槙三郎左衛門と馬の儀にて喧嘩となり上州高崎に出奔した。
能勢氏や真木氏の出奔は、武功派家臣が力を失い、藩主への権力集中の過程の象徴と受け取れる。

### 越後長岡藩士として
能勢正信（七郎右衛門）の次男正重は父正信の出奔後も真木氏と不和のため藩主康成のとりなしで真木氏と和睦した。
元和4年(1618年)の長岡御打ち入りに随従した正重はこのためか知行400石となっていた。
その後、この能勢籐七の系統は先法家の家格を定められて藩内で尊重された。2代目能勢藤七（三郎右衛門）は正保元年（1644年）さらに弟藤次郎に50石を分与して350石まで家禄を減じたが、御番頭・寺社奉行を歴任し、また藩主の御鷹の山を預かった。延宝4年（1676年）には幼君（後の二代藩主忠成）の守役を勤めるなど重用され、翌延宝5年には加増され知行400石に復した。
また、4代目（三郎右衛門）は、寛保元年（1741年）には御奉行上座を勤め知行500石を受け（『寛保分限帳』）、その後さらに中老職・600石に加増された（『諸士由緒記』）、以後この家は各代知行600石を世襲した。

#### 分家・庶流
能勢七郎右衛門の弟・兵右衛門重信は、初代長岡藩主・牧野忠成が死去にあたってその願い出により殉死を許された。家督をついだ2代目には、父の殉死の褒美のためか230石に増知となる。3代目のときに200石となったが、貞享2年(1685年)不正行為が発覚して改易となった。後に先祖の筋目のある者を帰参させ30石で家名再興が許されやがて100石となった。その直系子孫は、20石・その後一時、家格以上の役職に就任したためか、40石加増され、合計160石となり、世襲家禄を120石とした。この家を能勢右仲家または、能勢源五右衛門家などと呼び、能勢姓の長岡藩士としては、二番目の家格であった。
また総領家の能勢氏は、享保2年(1717年)第5代長岡藩主・牧野忠周の子供の養育係就任に伴いその庶子・能勢喜内が小姓として召し出された。新恩100石をたまわり別家を立てた。
能勢氏はこのように財政が厳しくなってきた江戸時代後期の享保年間に、2戸の別家を立て大組入りさせることができた。
享保5年(1720年)に、能勢源五右衛門家の次男の能勢玄格（玄伯とあるのは誤り）は、10人扶持で召し出された後に、段々立身・加増されて130石となった。その家督を相続した能勢丈元は自殺をしたため断絶となるも、70石・大組入りで家名再興となった。孫の代に10石減知となり60石でありながら、大組入りを許されていた。
このほか能勢源五右衛門家には微禄の末家1戸がある。
先法家の能勢氏は、末家の家禄まで累計すると、この頃にはおよそ950石余（総領家分は600石）であった。
長岡藩の支藩には、有力な能勢姓の藩士は存在しない。
また長岡藩には、先法家の能勢氏と異なる出自を持つ、儒者として召し出された能勢忠兵衛剛美を祖とする能勢彦之進家（100石級）と、近江膳所藩士から移籍した野瀬氏（100石級）がある。